# روشنیک

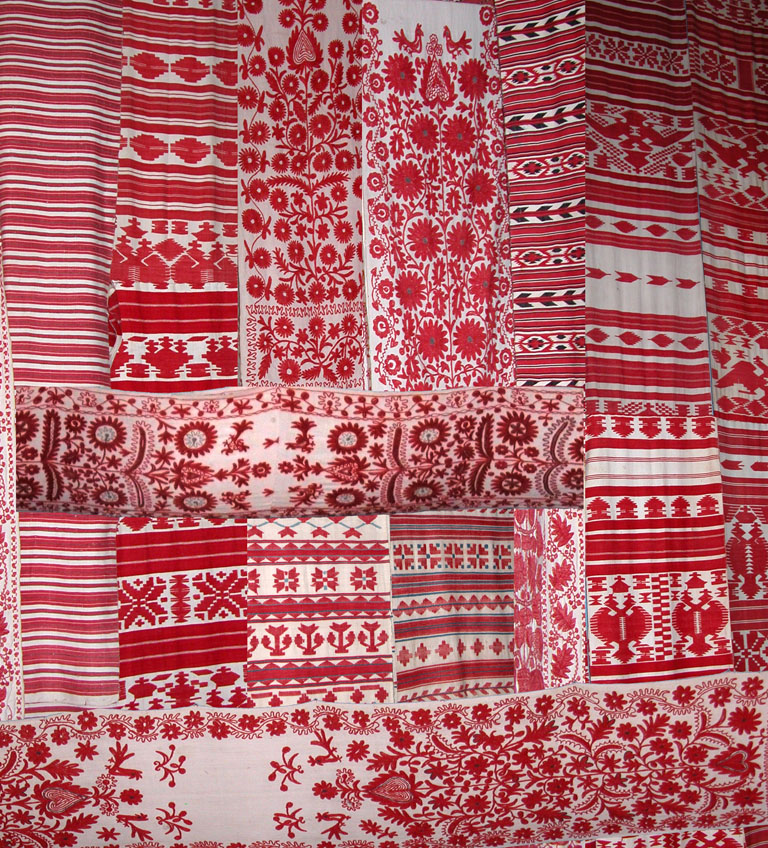
روشنیک - پارچهٔ تشریفاتی‌دوزی و گل‌دوزی اوکراینی، پریاسلاف، اوکراین

روشنیک (به انگلیسی: Rushnyk یا Rushnik) (به روسی: Рушник، Ручник، اوکراینی: Рушник، بلاروسی: Ručnik، Ручнік روسینی: Ручник) پارچه‌ای آیینی است که با نمادها و رمزنگاری‌های (Cryptogram) جهان باستان گل‌دوزی شده‌ است. آنها در مراسم مقدس اسلاوهای شرقی، خدمات مذهبی و مراسم تشریفاتی مانند عروسی‌ها و مراسم خاکسپاری استفاده می‌شوند. هر منطقه دارای طرح‌ها و الگوهای خاص خود با معنای پنهان است که از نسلی به نسل دیگر منتقل شده و توسط قوم‌شناسان مورد مطالعه قرار گرفته‌است.
مجموعه‌های روشنیک زیادی در موزه‌های قوم‌نگاری وجود دارد. در اوکراین، موزهٔ روشنیک در پریاسلاف واقع شده‌است، اوکراین به عنوان بخشی از موزهٔ معماری عامیانه و شیوهٔ زندگی مرکزی نادنیپریانشچینا (Naddnipryanshchyna) محسوب می‌شود. مجموعهٔ روشنیک روسی در موزهٔ ارمیتاژ نگهداری می‌شود.

## مفهوم

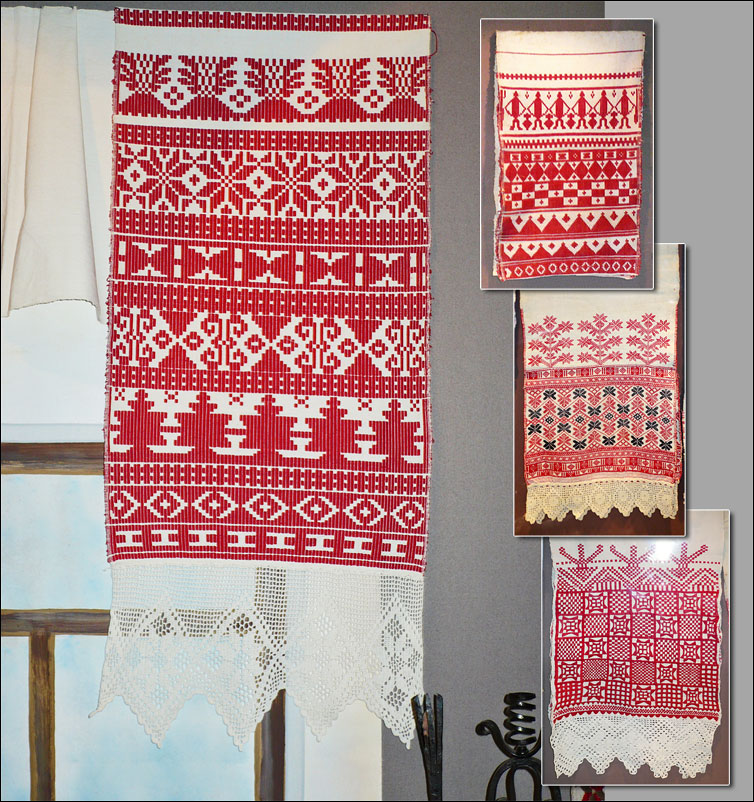
روشنیک بیلگاراد، روسیۀ مرکزی

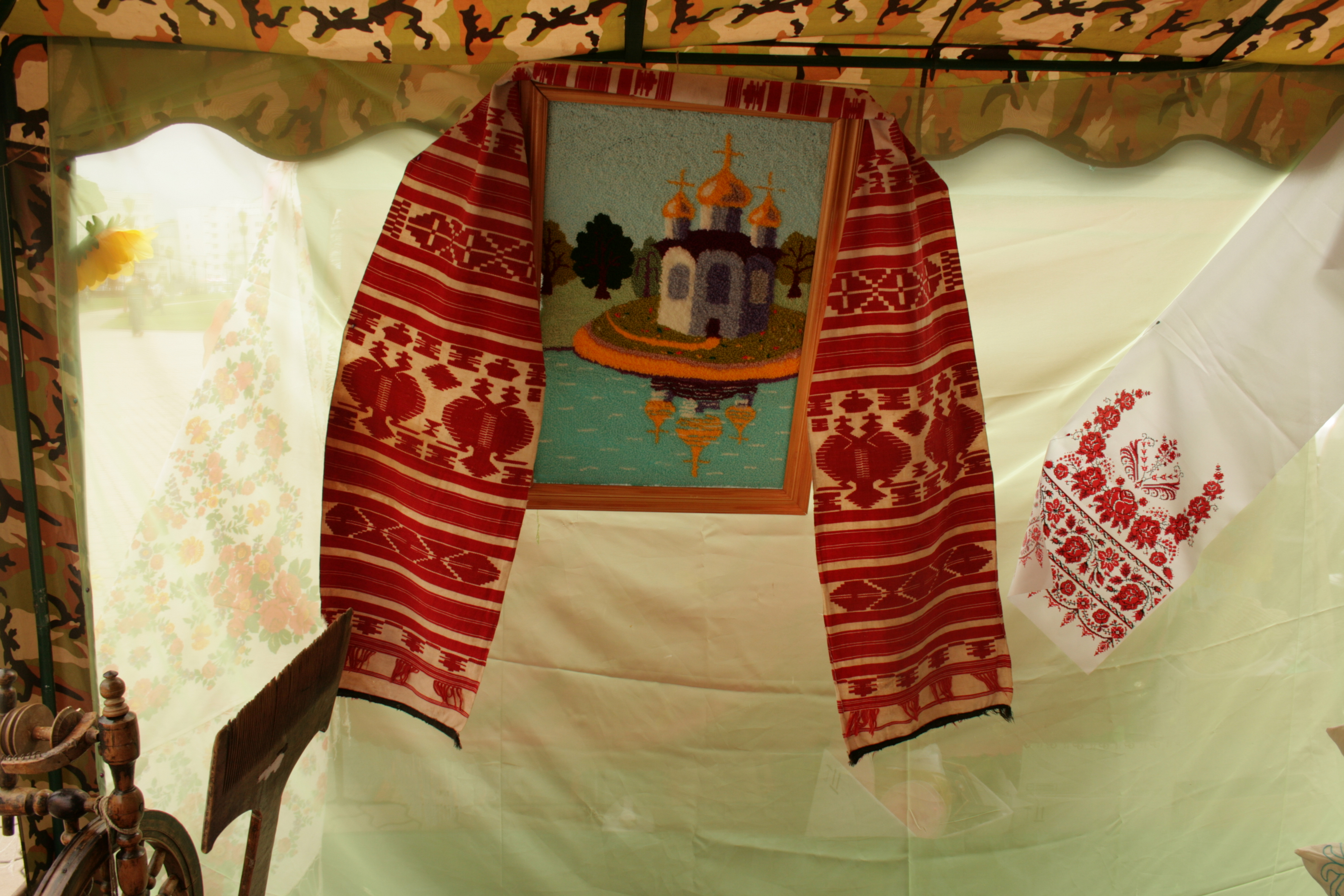
روشنیک‌ها در روسیه نقش مهمی در کلیسای ارتدکس شرقی دارند. قبلاً تزئین نمادها با روشنیک بسیار رایج بود، این سنت هنوز هم رایج است

شکل مستطیلی پارچه نشان‌دهندۀ سفر زندگی است و تزیینات گل‌دوزی آن یادآور خاطرۀ اجدادی فرهنگ منطقه است. مواد استفاده شده الیاف کتان یا کنف است. عمل نخ‌ریسی و فرآیند بافت کتان، قدرت معنوی را تجسم می‌بخشد که قدمت آن به خدای باستانی موکوش می‌رسد که اغلب در نقوش گل‌دوزی نشان داده می‌شود. سوزن انرژی خاص خود را دارد، ایده‌ای شبیه به طب سوزنی، و رنگ نخ معنایی مقدس دارد. قرمز نشان‌دهنده زندگی است و رنگ اصلی مورد استفاده است. روشنیک در بدو تولد به نوزاد داده می‌شود، در طول زندگی فرد را دنبال می‌کند و پس از مرگ در مراسم تشییع جنازه استفاده می‌شود.

## کاربردها

طرح تزئینی روشنیک بر روی پرچم بلاروس

روشنیک کاربردهای زیادی دارد. روشنیک بسیار ابتدایی در زبان عامیانه یوتیرالنیک (Utyralnyk) یا پارچۀ شستشو یا پاک‌کننده نامیده می‌شود و به عنوان حوله عمل می‌کند [همچون کاربرد لُنگ در ایران]. یوتیرالنیک یا فاقد طرحی روی آن است یا نوار بسیار باریکی در لبه‌ها دارد. در مقابل، نابوژنیک (Nabozhnyk) یک روشنیک بسیار تزئین شده است که از گل‌دوزی و توری تشکیل شده است. نابوژنیک که به آن نابرازنیکس (Nabraznyks) یا ناکوتنیکس (Nakutnyks) نیز می‌گویند برای تزئین تمثال‌ها و گوشه‌های تمثال در خانه‌ها استفاده می‌شود.

## روشنیک و نقوش عروسی

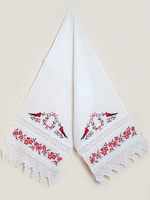
روشنیک

رنگ نقش نمادین بسیار مهمی در گل‌دوزی سنتی اسلاو ایفا می‌کند. قرمز رنگ زندگی، خورشید، باروری و تندرستی است. اکثر روشنیک‌ها با نخ‌های قرمز گل‌دوزی شده‌اند. خود کلمۀ "قرمز" به معنای "زیبا" و "با شکوه" در زبان‌های روسی باستان و روتنی است: یک دختر قرمز، یک خورشید قرمز یا یک چشمه قرمز. به عنوان مثال، عبارت: کراسنایا دویتسا (Krasnaya Devitsa) در زبان روسی باستان یک اصطلاحی قدیمی است که به معنای دوشیزۀ زیبا است، کلمۀ کراسنایا (Krasnaya) در زبان روسی نیز به قرمز ترجمه می‌شود. طرح الماس شکل روشنیک یک نماد کشاورزی باستانی است که به معنای زمین کاشته شده یا خورشید است و بیانگر اندیشه باروری و محافظت از شر است. مرغابی‌ها در مرکز روشنیک نماد عنصر آب حیات بخش هستند. در فولکلور عروسی، مرغابی ماده و مرغابی نر، نماد عروس و داماد هستند؛ به عبارت دیگر یک جفت مرغابی نماد زندگی خانوادگی است. یکی دیگر از نمادهای رایج در روشنیک ها پرندگان هستند.
در مراسم عروسی، عروس و داماد بر روی یک روشنیک به نام پیدنوژنیک (Pidnozhnyk) که به معنی حولۀ زیرقدم است. اتفاقی که برای پیدنوزنیک می‌افتد این است که عروس حوله را پشت سر خود می‌کشد و ساقدوش‌ها پشت سر او می‌آیند. باور سنتی این است که وقتی ساقدوش‌های عروس، پشت سر پیدنوژنیک می‌روند، راه عروس را می‌روند و امیدوارند که بزودی ازدواج کنند.

## ریشه‌شناسی
کلمات با پسوند مشترک "-نیک" ("-nik") که به اسم فاعل دلالت می‌کنند، نشان‌دهندۀ ارتباط کلی کلمۀ جدید بر پایۀ یک هستند.
- روشنیک: از راکا (ruka)، دست.
- نا- (-Na): پیشوندی به معنای «روی»، یعنی قرار است چیز روی چیزی گذاشته شود.
- نابوژنیک (Nabozhnyk): از بوه (Boh)، خدا.
- نائوبرازنیک (Naobraznyk): از اوبراز (obraz) معنی لغوی "تصویر"، به معنای "تصویر خدا" یعنی: شمایل است.
- ناکوتنیک (Nakutnyk): از کوت (kut)، گوشه، به معنای گوشه‌ای که در آن شمایل آویزان می‌شود (بر اساس سنت‌های اسلاوی شرقی).
- پیدنوژنیک (Pidnozhnyk): از پید (pid) (=زیر) و نوهی (nohy) (=پا).

## پیوندهای به بیرون
- مشارکت‌کنندگان ویکی‌پدیا. «روشنیک». در دانشنامهٔ ویکی‌پدیای انگلیسی، بازبینی‌شده در ۲۶ فوریه ۲۰۲۲.
- راهنمای مجازی بلاروس - روشنیک‌های بلاروسی.